# Marie-Élisabeth Laville-Leroux
Pour les articles homonymes, voir Laville.
Marie-Élisabeth Laville-Leroux, née le 27 mars 1769 à Paris et morte le 22 juillet 1842 à Bièvres,, est une peintre française, élève de David en 1787.

## Biographie
Sa mère Marguerite-Marie Lombard était originaire de Toulouse; son père René Delaville-Leroulx, originaire de Bretagne, fut ministre des contributions en 1792. Elle est la sœur de Marie-Guillemine. Elles participent aux expositions de la place Dauphine en 1786 où Marie-Élisabeth expose une Dame en satin blanc, garnie de marte, en 1788, Artémise serre sur son cœur l'urne contenant les cendres de Mausole, en 1789, Une Vestale infidèle. En 1791, elle expose Artémise, au Salon de l'Académie.
Le 13 ventôse an II, elle épouse le chirurgien Dominique Larrey.

## Iconographie
François Gérard dessine avant 1791 un portrait de Marie-Élisabeth Laville-Leroux la représentant « jusqu'à la poitrine, la tête tournée de face et coiffée d'un turban de linon à l'orientale ». Conservé dans la famille Larrey jusqu'en 1895, le dessin est proposé à cette date au musée du Louvre, qui le refuse. Devenu ensuite la propriété d'Ernest Cronier, le portrait est vendu lors de la dispersion de la collection Cronier aux enchères en décembre 1905 pour 4 400 francs,.